# Жуллувіль
Жуллуві́ль (фр. Jullouville) — муніципалітет у Франції, у регіоні Нормандія, департамент Манш. Населення — 2382 особи (01.01.2021).
Муніципалітет розташований на відстані близько 290 км на захід від Парижа, 100 км на південний захід від Кана, 55 км на південний захід від Сен-Ло.

## Історія
До 2015 року муніципалітет перебував у складі регіону Нижня Нормандія. Від 1 січня 2016 року належить до нового об'єднаного регіону Нормандія.

## Демографія
Динаміка населення ( ):
Розподіл населення за віком та статтю (2006):
| Стать | Всього | До 15 років | 15-24 | 25-44 | 45-64 | 65-85 | Понад 85 |
| --- | ------ | ----------- | ----- | ----- | ----- | ----- | -------- |
| Чоловіки | 974    | 161         | 89    | 174   | 259   | 267   | 24       |
| Жінки | 1068   | 157         | 68    | 209   | 278   | 312   | 44       |
| \| Статево-вікова піраміда \| Статево-вікова піраміда \| Статево-вікова піраміда \| \| ----------------------- \| ----------------------- \| ----------------------- \| \| Чоловіки \| Вік \| Жінки \| \| 24 \| 85 + \| 44 \| \| 48 \| 80-84 \| 93 \| \| 65 \| 75-79 \| 69 \| \| 77 \| 70-74 \| 69 \| \| 77 \| 65-69 \| 81 \| \| 61 \| 60-64 \| 85 \| \| 81 \| 55-59 \| 89 \| \| 48 \| 50-54 \| 56 \| \| 69 \| 45-49 \| 48 \| \| 65 \| 40-44 \| 61 \| \| 36 \| 35-39 \| 52 \| \| 65 \| 30-34 \| 48 \| \| 8 \| 25-29 \| 48 \| \| 24 \| 20-24 \| 36 \| \| 65 \| 15-20 \| 32 \| \| 61 \| 10-14 \| 69 \| \| 52 \| 5-9 \| 44 \| \| 48 \| 0-4 \| 44 \| |        |             |       |       |       |       |          |
| Статево-вікова піраміда |        |             |       |       |       |       |          |
| Чоловіки | Вік    | Жінки       |       |       |       |       |          |
| 24 | 85 +   | 44          |       |       |       |       |          |
| 48 | 80-84  | 93          |       |       |       |       |          |
| 65 | 75-79  | 69          |       |       |       |       |          |
| 77 | 70-74  | 69          |       |       |       |       |          |
| 77 | 65-69  | 81          |       |       |       |       |          |
| 61 | 60-64  | 85          |       |       |       |       |          |
| 81 | 55-59  | 89          |       |       |       |       |          |
| 48 | 50-54  | 56          |       |       |       |       |          |
| 69 | 45-49  | 48          |       |       |       |       |          |
| 65 | 40-44  | 61          |       |       |       |       |          |
| 36 | 35-39  | 52          |       |       |       |       |          |
| 65 | 30-34  | 48          |       |       |       |       |          |
| 8 | 25-29  | 48          |       |       |       |       |          |
| 24 | 20-24  | 36          |       |       |       |       |          |
| 65 | 15-20  | 32          |       |       |       |       |          |
| 61 | 10-14  | 69          |       |       |       |       |          |
| 52 | 5-9    | 44          |       |       |       |       |          |
| 48 | 0-4    | 44          |       |       |       |       |          |

## Економіка
2010 року серед 1271 особи працездатного віку (15—64 років) 824 були активними, 447 — неактивними (показник активності 64,8%, у 1999 році було 66,3%). З 824 активних мешканців працювало 735 осіб (378 чоловіків та 357 жінок), безробітними було 89 (41 чоловік та 48 жінок). Серед 447 неактивних 93 особи були учнями чи студентами, 242 — пенсіонерами, 112 були неактивними з інших причин.

У 2010 році в муніципалітеті числилось 1094 оподатковані домогосподарства, у яких проживали 2345,5 особи, медіана доходів виносила 20 229 євро на одного особоспоживача

## Галерея зображень

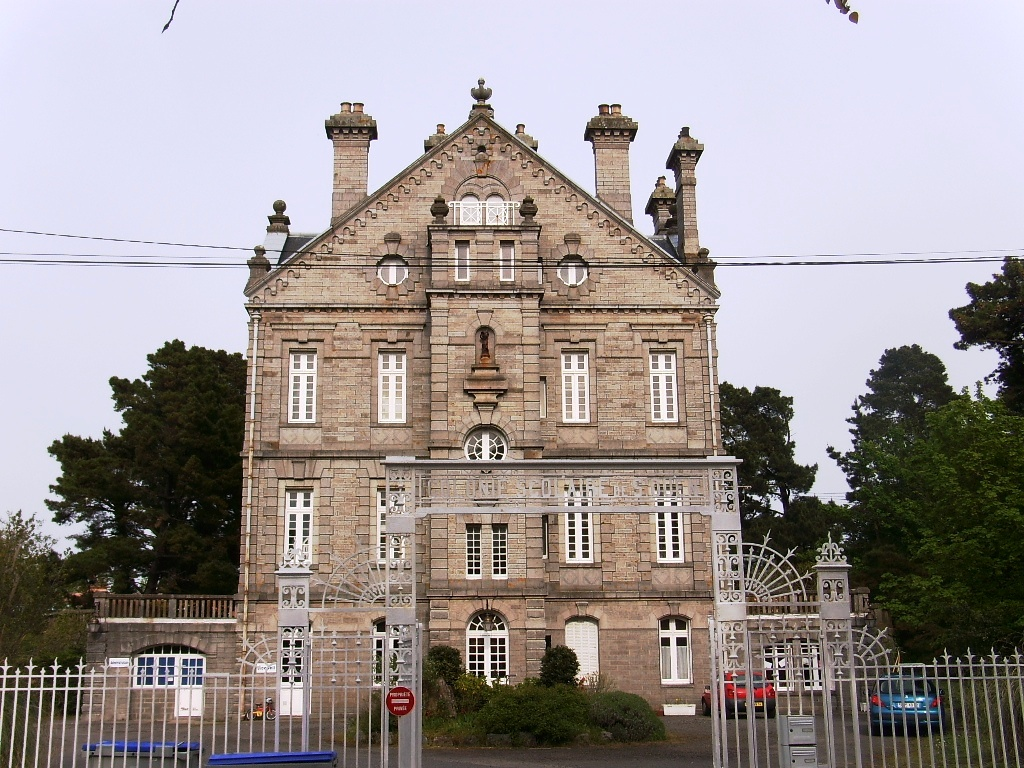
Замок Ла-Мар
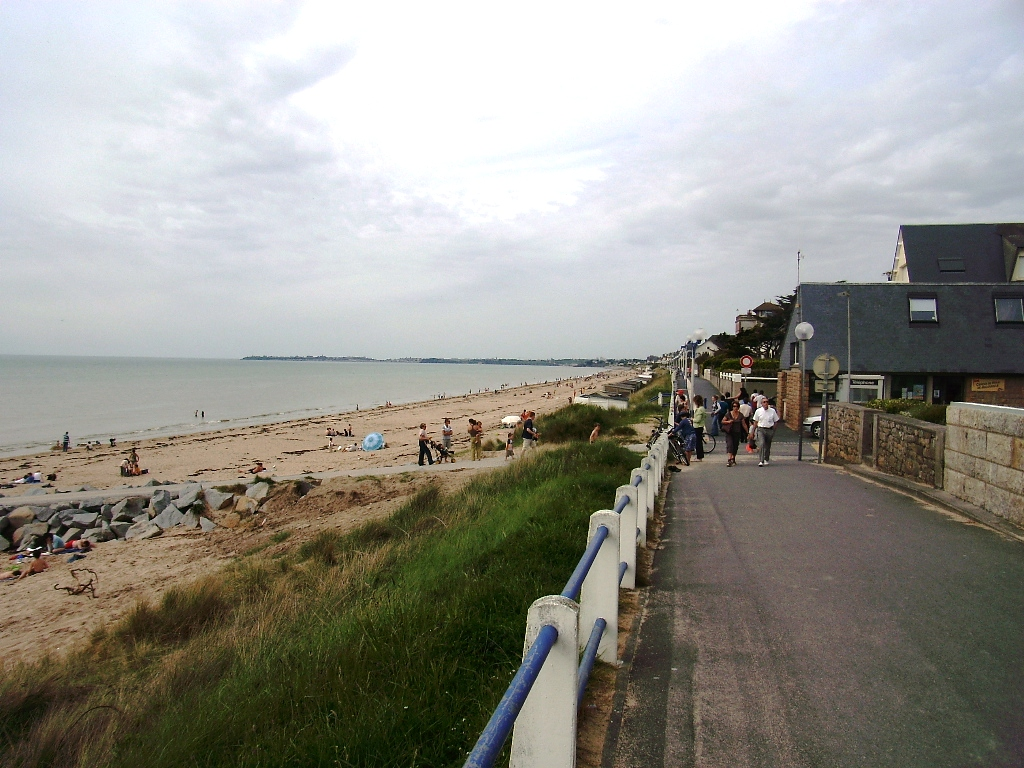
Набережна та пляж під час припливу
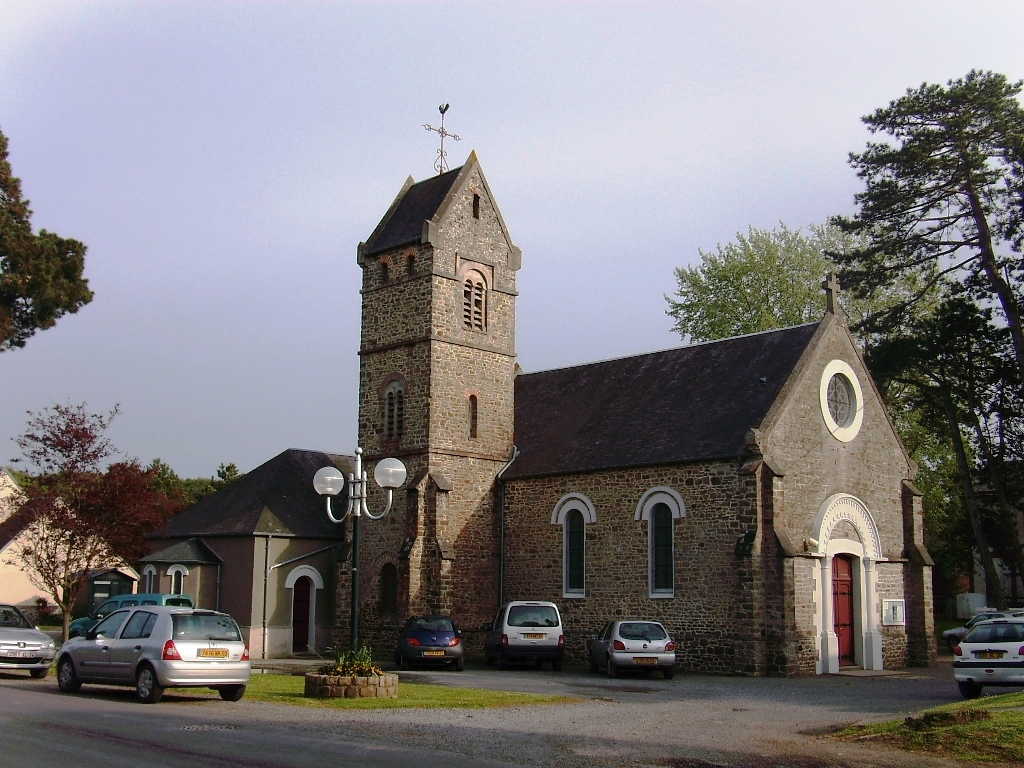
Церква Нотр-Дам-де-Дюн
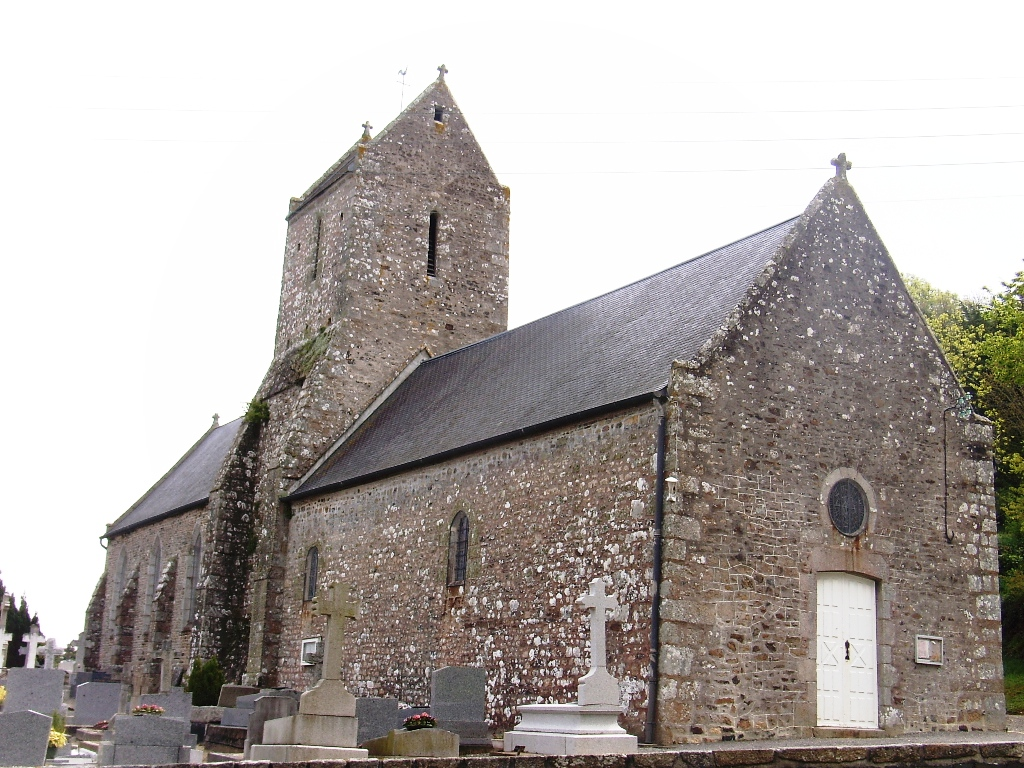
Церква святого Івана Хрестителя
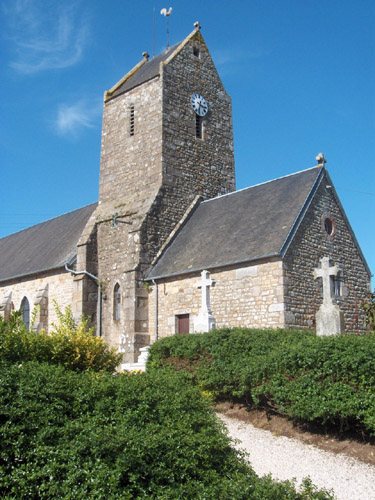
Церква Сен-Мішель-де-Лу